# Villegusien-le-Lac
Villegusien-le-Lac község Franciaországban, Haute-Marne megyében. Lakosainak száma 700 fő (2018. január 1.). Villegusien-le-Lac Baissey, Chassigny, Dommarien, Heuilley-Cotton, Longeau-Percey, Le Montsaugeonnais, Saint-Broingt-les-Fosses, Verseilles-le-Bas és Verseilles-le-Haut községekkel határos.
2016. január 1-jén a régi Villegusien-le-Lac egyesült Heuilley-Cotton korábbi községgel. Az így létrejött új község neve szintén Villegusien-le-Lac lett.

## Népesség
A település népessége az elmúlt években az alábbi módon változott:
| Lakosok száma | 717  | 702  | 1018 | 703  | 700  |
|               | 2013 | 2015 | 2016 | 2017 | 2018 |